# Acete (Eneide)
Acete è un personaggio della mitologia romana citato nell'Eneide di Virgilio.

## Mitologia
Nonostante sia molto anziano, Acete fa da aiutante sia ad Evandro che al figlio di costui, Pallante). 
 Sarà proprio Acete a organizzare i funerali di quest'ultimo.
(Virgilio, Eneide, Libro XI, 45-47, traduzione di Annibal Caro)